# Чама (Нью-Мексико)
Чама (англ. Chama) — селище (англ. village) в США, в окрузі Ріо-Арріба штату Нью-Мексико. Населення — 917 осіб (2020).

## Географія
Чама розташована за координатами 36°53′33″ пн. ш. 106°35′7″ зх. д. / 36.89250° пн. ш. 106.58528° зх. д. (36.892422, -106.585287).  За даними Бюро перепису населення США в 2010 році селище мало площу 6,99 км², з яких 6,91 км² — суходіл та 0,08 км² — водойми.

### Клімат
Село знаходиться у зоні, котра характеризується вологим континентальним кліматом з теплим літом. Найтепліший місяць — липень із середньою температурою 17.6 °C (63.6 °F). Найхолодніший місяць — січень, із середньою температурою -5.4 °С (22.3 °F).
| Клімат Чами             | Клімат Чами | Клімат Чами | Клімат Чами | Клімат Чами | Клімат Чами | Клімат Чами | Клімат Чами | Клімат Чами | Клімат Чами | Клімат Чами | Клімат Чами | Клімат Чами | Клімат Чами |
| Показник                | Січ.        | Лют.        | Бер.        | Квіт.       | Трав.       | Черв.       | Лип.        | Серп.       | Вер.        | Жовт.       | Лист.       | Груд.       | Рік         |
| Абсолютний максимум, °C | 20,6        | 16,1        | 25          | 26,1        | 31,7        | 35,6        | 35,6        | 39,4        | 34,4        | 28,9        | 26,1        | 20          | 39,4        |
| Середній максимум, °C   | 3,2         | 4,8         | 8,2         | 13,8        | 19,1        | 24,9        | 27,2        | 25,7        | 22,5        | 16,6        | 9,4         | 4,1         | 14,9        |
| Середня температура, °C | −5,4        | −3,7        | −0,2        | 4,8         | 9,4         | 14,3        | 17,6        | 16,7        | 12,9        | 7,3         | 0,8         | −4,3        | 5,8         |
| Середній мінімум, °C    | −14,2       | −12,2       | −8,7        | −4,2        | −0,2        | 3,7         | 7,8         | 7,6         | 3,4         | −1,9        | −7,9        | −12,6       | −3,3        |
| Абсолютний мінімум, °C  | −34,4       | −34,4       | −28,3       | −23,3       | −16,1       | −7,8        | −2,2        | −9,4        | −8,9        | −18,9       | −27,2       | −34,4       | −34,4       |
| Норма опадів, мм        | 50          | 46          | 48          | 37          | 32          | 24          | 57          | 71          | 52          | 43          | 35          | 47          | 543         |
| Днів з опадами          | 7           | 7           | 7           | 6           | 6           | 4           | 10          | 11          | 7           | 6           | 5           | 7           | 83          |
| Днів зі снігом          | 6,4         | 7,2         | 5,2         | 2,2         | 0,3         | 0           | 0           | 0           | 0           | 0,9         | 3,9         | 6,9         | 33          |
| ----------------------- | ----------- | ----------- | ----------- | ----------- | ----------- | ----------- | ----------- | ----------- | ----------- | ----------- | ----------- | ----------- | ----------- |
| Джерело: Weatherbase    |             |             |             |             |             |             |             |             |             |             |             |             |             |

## Демографія
Згідно з переписом 2010 року, у селищі мешкали 1022 особи в 454 домогосподарствах у складі 269 родин. Густота населення становила 146 осіб/км².  Було 596 помешкань (85/км²).
Расовий склад населення:
| - 66,7 % — білих - 5,1 % — корінних американців - 0,8 % — чорних або афроамериканців - 0,3 % — азіатів - 22,5 % — осіб інших рас |

До двох чи більше рас належало 4,6 %. Частка іспаномовних становила 66,1 % від усіх жителів.
За віковим діапазоном населення розподілялося таким чином: 19,3 % — особи молодші 18 років, 61,6 % — особи у віці 18—64 років, 19,1 % — особи у віці 65 років та старші. Медіана віку мешканця становила 47,2 року. На 100 осіб жіночої статі у селищі припадало 98,8 чоловіків;  на 100 жінок у віці від 18 років та старших — 90,5 чоловіків також старших 18 років.
Середній дохід на одне домашнє господарство  становив 53 531 долар США (медіана — 48 750), а середній дохід на одну сім'ю — 55 144 долари (медіана — 52 768). За межею бідності перебувало 9,9 % осіб, у тому числі 15,5 % дітей у віці до 18 років та 0,0 % осіб у віці 65 років та старших.
Цивільне працевлаштоване населення становило 379 осіб. Основні галузі зайнятості: мистецтво, розваги та відпочинок — 33,2 %, будівництво — 11,6 %, сільське господарство, лісництво, риболовля — 10,0 %, освіта, охорона здоров'я та соціальна допомога — 9,5 %.